# Cynisca degrysi
Cynisca degrysi — вид плазунів з родини амфісбенових (Amphisbaenidae). Ендемік Сьєрра-Леоне.

## Поширення і екологія
Cynisca degrysi відомі за типовим зразком, ймовірно, зібраним у Сьєрра-Леоне.